# Nore Westin
Nore Emanuel Westin (* 29. September 1937 in Boden; † 9. Februar 2016) war ein  schwedischer Biathlet.
Nore Westin startete als Aktiver für F21 IF aus Luleå. Er erreichte seinen Karrierehöhepunkt mit der Teilnahme an den Olympischen Winterspielen 1968 in Grenoble, wo er mit sieben Fehlern und der 32. Laufzeit 30. wurde. Er begann beim ersten Liegendschießen mit einem Fehlerpunkt, in allen drei weiteren Schießen kam er auf jeweils zwei Fehlerpunkte.